# Lindsay Davenport
Lindsay Ann Davenport (n. 8 iunie 1976, Palos Verdes, California, SUA) este o fostă jucătoare de tenis nord-americană.

## Victorii în carieră
Davenport a câștigat în 3 turnee Grand-Slam, la US Open 1998, Wimbledon 1999, a pierdut în semifinala Australian Open 2000, contra lui Steffi Graf. Ea a mai câștigat medalia de aur la Jocurile Olimpice de vară din 1996. Lindsay Davenport a fost de mai multe ori sportiva numărul 1 la tenis, simplu și dublu între anii 1998 - 2001. După o perioadă de pauză din cauza unei răniri, ajunge în anul 2004, din nou jucătoarea numărul 1. Davenport câștigă și la dublu 3 turnee 1996 Roland Garros (French Open), 1997 US Open și în același timp la simplu în 1999 câștigă la Wimbledon.

Lindsay Davenport

La dublu, a fost mulți ani partenera sportivei române Corina Morariu, cu care a câștigat, de exemplu, turneul de la Wimbledon din 1999.
| Turneu                 | 2008 | 2007 | 2006 | 2005 | 2004 | 2003 | 2002 | 2001 | 2000 | 1999 | 1998 | 1997 | 1996 | 1995 | 1994 | 1993 | 1992 | 1991 | Total victorii |
| ---------------------- | ---- | ---- | ---- | ---- | ---- | ---- | ---- | ---- | ---- | ---- | ---- | ---- | ---- | ---- | ---- | ---- | ---- | ---- | -------------- |
| Australian Open        | 2r   | -    | VF   | F    | VF   | AF   | -    | HF   | S    | HF   | HF   | AF   | AF   | VF   | VF   | 3r   | -    | -    | 1              |
| French Open            | -    | -    | -    | VF   | AF   | AF   | -    | -    | 1r   | VF   | HF   | AF   | VF   | AF   | 3r   | 1r   | -    | -    | 0              |
| Wimbledon              | 2r   | -    | -    | F    | HF   | VF   | -    | HF   | F    | S    | VF   | 2r   | 2r   | AF   | VF   | 3r   | -    | -    | 1              |
| US Open                | 3r   | -    | VF   | VF   | HF   | HF   | HF   | VF   | F    | HF   | S    | HF   | AF   | 2r   | 3r   | AF   | 2r   | 1r   | 1              |
| WTA Tour Championships |      | -    | -    | SF   | 1r   | -    | AF   | F    | AF   | S    | F    | AF   | VF   | AF   | F    | -    | -    | -    | 1              |